# Andrius Namavičius
Andrius Namavičius (* 30. Dezember 1968 in Vilnius) ist ein litauischer Verwaltungsjurist und Diplomat.

## Leben
Nach dem Abitur an der Mittelschule absolvierte er 1993 das Diplomstudium der Rechtswissenschaften an der Vilniaus universitetas. Seit 1992 arbeitet er im Außenministerium Litauens. Von 1998 bis 2001 war er erster Sekretär in der Abteilung für Recht und Völkerrechtsverträge, von 2001 bis 2004 Berater, von 2004 bis 2010 Departamentsdirektor. Ab 2010 war er Botschafter in Norwegen. Von 2021 bis 2023 war er Ständiger Vertreter Litauens beim Europarat.

## Familie
Sein Vater ist Zenonas Namavičius (1943–2019), Jurist und Diplomat. Sein Bruder ist Justas (* 1978), ebenfalls Jurist und wissenschaftlicher Mitarbeiter an der Universität Bonn.
Er ist geschieden und hat einen Sohn.